# Josep Maria Tost i Farré
Josep Maria Tost i Farré (Valls, 1 de juliol de 1912 – 11 d'abril de 1999) va ser un professor, pintor i caricaturista català.
La seva obra és molt variada, ja que va pintar des de quadres, fins a murals, des de cartells fins a caricatures dels personatges emblemàtics de l'època. Josep Maria Tost va fer moltes obres i pintures per Valls, com per exemple les obres de restauració de l'església de Sant Joan o la volta de la capella del Roser. Les peces més conegudes de Tost són els retrats que va fer del pintor Jaume Mercadé que es troba a la sala de plens de l'Ajuntament de Valls, i d'Albert Felip de Baldrich i de Veciana, el Marquès de Vallgornera. Altres obres molt conegudes són el sostre del saló de plens, l'altar de l'església de Masmolets i el quadre d'estil puntillista El Sant Sopar entre moltes altres obres. Però la seva faceta més coneguda és la de caricaturista dels personatges destacats de Valls. Destaquem la figura de Josep Maria Tost i Farré pel seu vessant polifacètic, a part de pintor i caricaturista va exercir durant molts anys de professor de dibuix a l'Escola del Treball, actual Institut Jaume Huguet. Remarquem també el seu paper d'activista cultural en la ciutat de Valls, com a membre actiu de l'Institut d'Estudis Vallencs, on va crear i participar en nombrosos concursos de dibuix, del Centre de Lectura, i com a regidor de l'Ajuntament de Valls.

## Biografia
Neix l'1 de juliol de 1912 en una família modesta de la vila de Valls. És fill de Josep Tost Sanromà, ramader d'ofici, i Josepa Farré Solé, natural de Pontils. D'adolescent, és alumne a l'Escola del Treball i participa de l'equip de futbol. També participa més tard com a membre del grup esportiu Els ben fojats. Al maig de l'any 1933, entra a formar part com a vocal de la junta directiva de l'Associació d'Alumnes de l'Escola del Treball (AAET) que és l'editora de la revista Cultura, en la que col·labora des dels seus inicis com a caricaturista. El dia 14 d'abril de 1942 es casa amb Rosa Pairot Fabra a l'església del Carme, amb qui tindrà dues filles.

## Obra pictòrica més destacada
Una de les peces artístiques més remarcables de Tost és, segurament, el retrat que va fer del pintor Jaume Mercadé, per la galeria de Vallencs Il·lustres que es troba a la sala de plens de l'Ajuntament de Valls. El quadre va ser un encàrrec del consistori l'any 1980 per ser presentat l'any següent durant les festes decennals. El mateix any, l'ajuntament també li encarrega el retrat d'Albert de Baldrich i de Veciana, el Marqués de Vallgornera, ja que l'original -obra de Ramir Lorenzale- que formava part de la galeria dels Il·lustres havia desaparegut durant la guerra. L'any 1948 guanya el concurs públic pel disseny del cartell de les festes de Santa Úrsula de Valls, pel qual rep un premi de 500 pessetes. Una altra contribució destacada pel que fa a la pintura als temples vallencs és la de la volta de la capella del Roser, feta l'abril del mateix 1955. La decoració del temple va anar a càrrec de Tost i del pintor de la vila veïna d'Alcover, Antoni Català Gomis. L'any 1956 rep l'encàrrec de dissenyar el logotip de la fàbrica de pastes alimentàries Daniels.
L'any 1961 fa la primera exposició seva en solitari a Valls 10 anys de pintura i dibuix. L'any 1967 fa la primera exposició a Barcelona. Es tracta d'una exposició conjunta amb altres 7 artistes de Valls a la galeria Syra. Exposició que també arribarà a Andorra. Caricatures de personatges il·lustres durant més de 40 anys de la revista Cultura. Tècnica del pergamí: Josep Maria Tost en realitza una gran diversitat d'ells amb orles originals i motius al·legòrics; fins i tot amb retrat inclòs de la persona a qui anava destinat.
Caricatures de personatges il·lustres durant més de 60 anys de la revista Cultura. Va pintar el sostre del saló de plens, el mural de la sala d'actes de l'Institut (quan era a l'edifici de la plaça dels Quarters, actual Institut Serra de Miramar), l'altar de l'església de Masmolets, diversos decorats de teatre, carrosses per desfilades i fins i tot els improperis que es veien a la processó de Diumenge de Rams. També decorà les parets d'un xalet que l'arquitecte Cèsar Martinell tenia al Bosc.

## Implicació cultural
Neix, l'any 1946, la Penya Artística L'Olla de la qual Tost n'és membre fundador junt amb altres grans personalitats del panorama artístic local com són Eduard Castells, els germans Joan i Daniel Ventura o Pere Queralt. Tost n'és membre fundador també, a més a més de ser un dels membres més actius durant uns 50 anys, en l'Exposició de Nadal, tant com a participant com a promotor. Va aconseguir el 1955 que Valls tingués una seu per impartir classes nocturnes de dibuix artístic i de pintura primerament dins de l'Escola de Treball i més tard dins l'edifici de l'Antic Hospital de Sant Roc. Des de 1965 com a Escola Taller d'Art (ETA) amb patrocini de la Diputació de Tarragona. Josep Maria Tost fou professor i director durant uns 38 anys.
Des de 1956 fins al 1969 ocupa diversos càrrecs de la Junta directiva de l'AAET. L'any 1960, és elegit regidor a les eleccions municipals que es van celebrar el desembre de l'any 1959. L'any 1960 aconsegueix la transformació del que fou magatzem de la Brigada Municipal de Valls a l'edifici Antic Hospital de Sant Roc en Sala d'Exposicions. Implicat amb l'Institut d'Estudis Vallencs des de l'any de la seva fundació el 1964, i amb el centre de lectura del qual fou vicepresident l'any 1966.
El 1970 és jurat dels Jocs Florals fets amb motiu de les festes decennals. Després d'haver dedicat bona part de la seva vida a la docència a l'Escola del Treball de Valls, la institució decideix homenatjar-lo, ja jubilat, amb la medalla de plata. Seguint amb els homenatges, l'Institut d'Estudis Vallencs (IEV), del que va participar en la refundació i en va ser vicepresident, el va nomenar membre honorífic l'any 1982. El 1992 el setmanari El Pati, el va nomenar Vallenc de l'any per la seva tasca com a dibuixant i membre fundador de l'Exposició de Nadal.
L'any 2021 l'Ajuntament de Valls en el marc de les festes decennals se li dedica un capgròs per homenatjar la figura de Josep Maria Tost.